# 劉蕊瑄
劉蕊瑄 （Joyce Lei-Shuan Liu），知名編劇。參與合作過多部電視劇、電影、電視電影和網路劇，編劇作品類型廣泛，包含：偶像青春、浪漫愛情、家庭、校園寫實、懸疑犯罪、現代歷史、喜劇等不同主題。
2024年以《角頭—大橋頭》入圍第61屆金馬獎最佳改編劇本。曾分別在2013年、2016年及2018年，三次入圍台灣金鐘獎戲劇節目編劇獎。2016年獲得第21屆亞洲電視大獎最佳原著劇本評審團推薦獎（Best Original Screenplay – Highly Commended），以及2018年入圍第23屆亞洲電視大獎最佳原著劇本。

## 編劇作品
- 2025年《角頭—鬥陣欸》
- 2025年《我的網紅女兒》（拍攝完畢）
- 2025年《角頭影集》（尚未播出）
- 2024年《角頭—大橋頭》票房2.24億，為該年度國片票房冠軍
- 2020年～2022年《末日狂花》、《詭計居》、《獵頭日記》（尚未播出）
- 2019年《愛情白皮書》
- 2018年《對的時間對的人》（尚未播出）、《民國少年偵探社》、《翻牆的記憶》(別名：操場外）、《噬膽72》
- 2017年《胸性大發》
- 2016年《1989一念間》
- 2015年《落日》、《落跑吧愛情》 (別名：我的澎湖灣)、《鋼鐵之心》、《星座愛情水瓶女》(別名：愛情有沒友)
- 2014年《一見不鍾情》、《謊言遊戲》
- 2012年《回家》（別名：彼岸1945 /太平輪1949）、《智勝鮮師》
- 2011年《珍愛林北》 (別名：珍愛百分百)
- 2010年《星光下的童話》
- 2009年《桃花小妹》、《翻滾吧！蛋炒飯》
- 2008年《籃球火》
- 2007年《公主小妹》、《終極一家》
- 2006年《東方茱麗葉》
- 2004年《我的寵物老公》

## 入圍及獎項紀錄
- 2024年，以《角頭—大橋頭》入圍第61屆金馬獎最佳改編劇本
- 2018年，參與獲得多項金鐘提名的《翻牆的記憶》，故事融入校園霸凌、援交、毒品等寫實題材，入圍第53屆金鐘獎戲劇節目編劇獎，以及入圍第23屆亞洲電視大獎最佳原著劇本。
- 2016年，以傳記式警匪推理劇集《落日》入圍第51屆金鐘獎戲劇節目編劇獎，以及獲得第21屆亞洲電視大獎最佳原著劇本評審團推薦獎（页面存档备份，存于）（Best Original Screenplay – Highly Commended）。
- 2013年，參與兩岸合拍電視劇作品《回家》（別名：彼岸1945 /太平輪1949），入圍第48屆金鐘獎戲劇節目編劇獎。
- 2010年，電影劇本《鴿子》榮獲新聞局99年度優良劇本。

## 其他經歷
世新大學廣電系畢業。曾任戲劇節目企劃《薔薇之戀》、談話性節目企編《這些人 那些人（页面存档备份，存于）》，還有小知堂文化出版個人第一本長篇小說《红髮安琪拉》、擔任編劇導師等經歷。

## 外部連結
- 《dele 刪除》你想刪除的，是甚麼樣人生？（页面存档备份，存于）（聯合報）
- 入圍53金鐘戲劇節目編劇奬 校友劉蕊瑄將人生選擇題寫入劇本（页面存档备份，存于）（世新大學）
- 金鐘53／劇本展現人生 她入圍戲劇節目編劇奬（页面存档备份，存于）（聯合報）
- 《对的时间对的人》官宣主演 熊梓淇蔡文静经典IP（页面存档备份，存于）（人民網）
- 談校園霸凌！專訪編劇劉蕊瑄：寫劇本很入世，是長期抗戰（页面存档备份，存于）  (女人迷)
- 「想當編劇嗎？宅女＋好奇寶寶─劉蕊瑄說：回頭還來的及！」（滾動力）
- 專訪／《翻牆的記憶》編劇劉蕊瑄：只要能讓更多人看到劇，我什麼都願意做!（页面存档备份，存于） (娛樂重擊)
- 韓劇機智的監獄生活  如何開出一朵花（页面存档备份，存于） （聯合報評論）
- 不看恐怖片 北村豐晴、張立昂逞勇拍驚悚電視電影《噬膽72》（页面存档备份，存于） (中時電子報)
- 「落日」改編真實案件 入圍金鐘4獎（页面存档备份，存于）  (客家電視台)